# Organofosfat
Organofosfat (ponekad skraćen na OP) ili fosfatni estar I je generalni naziv za  estre fosforne kiseline. Mnoge od najvažnijih biohemikalija su organofosfati, uključujući i DNK i RNK, kao i mnogi od kofaktora koji su bitni za život. Organofosfati su osnova mnogih insekticida, herbicida i nervnih agensa. Agencija za zaštitu životne sredine SAD navodi organofosfate kao veoma visoko akutno toksična jedinjenja za pčele, divlje životinje i ljude. Nedavne studije ukazuju na moguću vezu sa štetnim efektima u neurobihejvioralnom razvoju fetusa i dece, čak i na veoma niskom nivou izloženosti. Organofosfati se naširoko koristi kao rastvarači, plastifikatori i EP aditivi.
Organofosfati se široko upotrebljavaju, kako u prirodnim i sintetičkim aplikacijama zbog lakoće povezivanja organskih grupa:
OP(OH)3 + ROH → OP(OH)2(OR) + H2O;
OP(OH)2(OR) + R'OH → OP(OH)(OR)(OR') + H2O;
OP(OH)(OR)(OR') + R"OH → OP(OR)(OR')(OR") + H2O.
Estri fosfata imajući OH kiselinske grupe i delomično su deprotonisani u vodenom rastvoru. Na primjer, DNK i RNK su polimeri tipa [PO2(OR)(OR')−]n. Polifosfati takođe formiraju estre; važan primer polifosfatnog estera je adenozin trifosfat (ATP), koji je monoester trifosforne kiseline (H5P3O10). On je glavni nosilac prometa energije u ćelijskom metabolizmu.
Alkoholi se mogu odvojiti od fosfatnih estera putem hidrolize, što je suprotno od gore navedenih reakcija. Iz tog razloga, fosfatni esteri su zajednički nositelji organskih grupa u biosintezi.

## Dodatna literatura
- Costa LG (2006). „Current issues in organophosphate toxicology”. Clin. Chim. Acta. 366 (1-2): 1—13. PMID 16337171. doi:10.1016/j.cca.2005.10.008.

## Spoljašnje veze
.
- „ATSDR Case Studies in Environmental Medicine: Cholinesterase Inhibitors, Including Pesticides and Chemical Warfare Nerve Agents”. Архивирано из оригинала 23. 09. 2015. г. Приступљено 06. 10. 2016. U.S. Department of Health and Human Services
- Organophosphates - an article by Frances M Dyro, MD
- NYTimes: E.P.A. Recommends Limits On Thousands of Pesticides
- EPA OP pesticide site
- Epidemiological study of the relationships between exposure to organophosphate pesticides and indices of chronic peripheral neuropathy, and neuropsychological abnormalities in sheep farmers and dippers. Phase 3 Report Institute of Occupational Medicine TM/99/02c